# Strada (Pieve di Bono-Prezzo)
Strada è una frazione del comune di Pieve di Bono-Prezzo in provincia autonoma di Trento.

## Storia
Strada è stato un comune italiano istituito nel 1920 in seguito all'annessione della Venezia Tridentina al Regno d'Italia. Nel 1928 è stato aggregato al comune di Pieve di Bono.